# Джонсон, Майкл
Майкл Дуэйн Джо́нсон (англ. Michael Duane Johnson; 13 сентября 1967, Даллас) — американский легкоатлет, спринтер. Специализировался в беге на 200 и 400 метров. Четырёхкратный олимпийский чемпион и восьмикратный чемпион мира. Действующий рекордсмен мира в эстафете 4×400 метров; экс-рекордсмен мира в беге на 200 и 400 метров.

## Биография

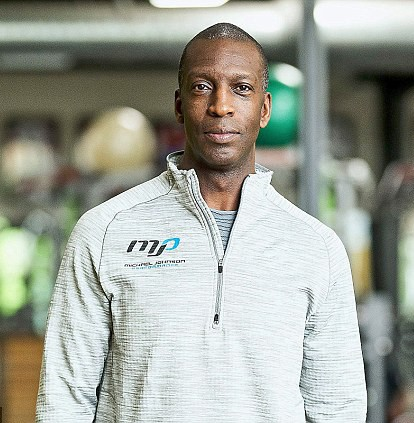
Майкл Джонсон в 2016 году

Майкл родился и начал тренироваться в Далласе (США). На Олимпиаду 1988 года в Сеуле он не попал, так как не прошёл отбор ввиду травмы. Но в 1991 году он стал чемпионом мира в Токио в беге на 200 метров и к Олимпиаде в Барселоне подошёл в роли лидера и на дистанции 200 метров, однако, ввиду пищевого отравления, смог выиграть только в эстафете 4x400 метров.
Триумфальным стало выступление Майкла Джонсона на Олимпиаде в Атланте (1996), где он выиграл обе свои любимые дистанции (200 м и 400 м) и установил мировой рекорд в беге на 200 метров — 19.32 с. В 1999 году в 31 год Джонсон установил мировой рекорд в беге на 400 метров — 43,18 с.
Джонсон закончил свою карьеру в 2000 году после того, как он выиграл финал бега на 400 метров на Олимпиаде в Сиднее. Также в 2000 году Джонсон вместе с партнёрами выиграл золото в эстафете 4×400 метров, но в 2008 году команда США была дисквалифицирована в связи с тем, что Антонио Петтигрю был уличён в применении допинга.
После завершения спортивной карьеры работал комментатором на британском телеканале BBC, вёл колонку о спорте в «Дейли Телеграф». Владелец компании в области спортивного менеджмента «Ultimate Performance». Живёт с женой и двумя детьми в Калифорнии.

## Интересные факты
Майкл Джонсон обладал неповторимым стилем бега: туловище отклонено назад и беговые шаги относительно небольшой длины.

## Личные рекорды
| Дистанция         | Время | Дата       | Место            |
| ----------------- | ----- | ---------- | ---------------- |
| 100 м             | 10.09 | 15-06-1994 | Ноксвиль, США    |
| 200 м             | 19.32 | 11-08-1996 | Атланта, США     |
| 300 м             | 30.85 | 04-03-1995 | Претория, ЮАР    |
| 400 м             | 43.18 | 26-08-1999 | Севилья, Испания |
| 400 м в помещении | 44.63 | 04-03-1995 | Атланта, США     |